# Сердюков, Степан Филиппович
Степан Филиппович Сердюков (1747—1780) — русский художник; один из первых воспитанников Императорской Академии художеств по исторической живописи.

## Биография
Степан Сердюков родился в 1748 году. Поступил в Петербургскую Императорскую Академию художеств в 1761 году. В 1763 году на генеральном экзамене в «гридовальном» классе он был награждён малой серебряною медалью ИАХ за рисунки с натуры. В том же году получил еще одну серебряную медаль второго достоинства и шпагу.
В 1764 году, «за хорошие успехи», Степан Филиппович Сердюков оставлен при Академии с жалованьем в 120 рублей в год.
В 1767 году С. Ф. Сердюков был удостоен второй серебряной медали за оказанные успехи в рисунках с натуры по живописному классу четвертого возраста.
В 1768 году он получил золотую медаль ИАХ за рисунки по заданным темам: «Отмщение древлянам великой княгиней Ольгою за убиение мужа ее Игоря» и «Вид протекающего источника с молодыми земледельцами обоего пола и паствою», а также за гравирование на меди и стали портрета великого княза Рюрика.
В 1769 году Степан Филиппович Сердюков был удостоен первой серебряной медали за успехи в рисунках с натуры по живописному и историческому классу четвертого возраста.
В 1770 году он был выпущен из Императорской Академии художеств с аттестатом художника «живописного и исторического художества»; в том же году за выполнение заданной темы: «удержание Владимиром нанесенного от Рогнеды на него, сонного и на тотчас пробудившегося, удара ножом», исполненной им гравированием на меди, стали и крепких камнях, был вторично награждён золотой медалью и отправлен на счет Академии художеств в Рим к Менксу. 
Степан Филиппович Сердюков скончался в 1780 году.